# 729声工场
729声工场，前身为729网络配音组，是中国大陆的一个专业配音团队，隶属于天津悦响文化传播有限公司，由配音演员张杰与知名coser“紫堂宿”（张怡然）创立于2016年7月，专注于二次元和影视剧领域的配音工作。

## 配音演员[4]

### 男
- 张杰
- 杨天翔
- 苏尚卿
- 刘琮
- 郭浩然
- 金弦
- 谷江山
- 赵益楷
（星潮）
- 张福正
（歪歪）
- 孙路路
- 关帅
- 胡亚捷
- 吕思衡
- 杨凯祺
（枫茗）
- 姜秋再

### 女
- 乔诗语
- 徐佳琦[註 1]
- 李诗萌
- 赵爽
- 钱琛
- 聂曦映
- 赵熠彤

* 刘校妤

## 主要作品

### 动画
- 《狐妖小红娘》
- 《全职高手》
- 《魔道祖师》
- 《英雄联盟：双城之战》
- 《名侦探柯南：绀青之拳》
- 《时光代理人》
- 《我家大师兄脑子有坑》
- 《小绿和小蓝》
- 《我开动物园那些年》
- 《厨神小当家》
- 《仙王的日常生活》
- 《两不疑》
- 《大王饶命》
- 《绝代双骄》
- 《大王不高兴》
- 《苍兰诀》
- 《LALALACOCO》
- 《冰火魔厨》
- 《仙武传》
- 《一念永恒》
- 《降灵记》
- 《一课一练》
- 《全职高手SP》
- 《银之守墓人》
- 《我的逆天神器》
- 《有兽焉》
- 《武林不二周刊》
- 《时空使徒》
- 《枪神记》
- 《菊叔5岁画》
- 《东郭小节》
- 《故宫里的大怪兽之月光迷宫》
- 《金蚕往事》[5]

### 游戏
- 剑侠情缘系列
  - 《剑侠情缘网络版叁》
  - 《剑侠情缘三：指尖江湖》
  - 《新剑侠传奇》
- 仙剑奇侠传系列
  - 《新仙剑奇侠传》
  - 《仙剑Online》
  - 《仙剑奇侠传四》
  - 《仙剑奇侠传五》
  - 《仙剑奇侠传五》手游
  - 《仙剑奇侠传五前传》
  - 《仙剑奇侠传六》
  - 《仙剑奇侠传七》
  - 《仙剑外传》
- 轩辕剑系列
  - 《轩辕剑三》
  - 《轩辕剑六》
- 古剑奇谭系列
  - 《古剑奇谭一》
  - 《古剑奇谭Online》
- 《恋与制作人》
- 《光与夜之恋》
- 《时空中的绘旅人》
- 《未定事件簿》
- 《重返未来：1999》
- 《以闪亮之名》
- 《花亦山心之月》
- 《决战平安京》
- 《食物语》
- 《爆裂魔女》
- 《坎特伯雷公主与骑士唤醒冠军之剑的奇幻冒险》
- 《九阴真经》
- 《神都夜行录》
- 《QQ飞车》
- 《新笑傲江湖手游》
- 《最终王冠》
- 《奇迹暖暖》
- 《花间绘君颜》
- 《摇光录乱世公主》
- 《风色幻想》
- 《天下》
- 《狐妖小红娘》
- 《天龙八部》
- 《思美人》
- 《山海经传说》
- 《三国志2017》
- 《全职高手》
- 《极无双》
- 《天下3》
- 《纯三国》
- 《TERA》
- 《自由幻想》
- 《甄嬛传》
- 《云梦四时歌》
- 《倚天屠龙记》
- 《舞娘》
- 《原神》[6]

### 影视
- 《全职高手》
- 《玲珑》
- 《十二谭》
- 《千古玦尘》
- 《声恋时代》
- 《东山晴后雪》
- 《火王之破晓之战》
- 《那刻的怦然心动》
- 《幸福，近在咫尺》
- 《跳舞吧！大象》

### 纪录片
- 《智造美好生活》
- 《众神之地》

### 广播剧
- 《三体》[7]
- 《杀破狼》
- 《默读》[7]
- 《小蘑菇》
- 《全职高手》[7]
- 《六爻》
- 《鬓边不是海棠红》[7]
- 《针锋对决》
- 《凤凰图腾》
- 《两A相逢必有一O》
- 《不死者》
- 《相见欢》
- 《小豆蔻》
- 《鬼吹灯之黄皮子坟》
- 《你亲我一下》
- 《兼职无常后我红了》
- 《穿成反派总裁小情人》
- 《歌剧魅影》
- 《盗墓笔记重启之极海听雷》
- 《我有一座冒险屋》
- 《大珰》
- 《黑月光拿稳BE剧本》
- 《偶然相爱》
- 《飞灰》
- 《沙雕渣攻今天又渣了我》
- 《好运时间》
- 《撒野》漫剧
- 《总裁酷帅狂霸拽》
- 《我想在妖局上班摸鱼》
- 《被软禁的红》
- 《坠落春夜》
- 《骷髅幻戏图》
- 《论如何错误地套路一个魔教教主》
- 《林花又开》
- 《此心正年少》
- 《月若流金》
- 《分裂》
- 《在校生》